# 金森徳次郎
金森 徳次郎（かなもり とくじろう、1886年〈明治19年〉3月17日 - 1959年〈昭和34年〉6月16日）は、日本の大蔵・法制官僚、政治家、憲法学者。岡田内閣の法制局長官、第1次吉田内閣の憲法担当国務大臣。初代国立国会図書館長も務めた。

## 来歴・人物

### 大蔵官僚から法制局へ
愛知県名古屋市生まれ。愛知一中、旧制一高を経て、1912年（明治45年）東京帝国大学法科大学を卒業。文官高等試験行政科試験に合格し大蔵省に入省、税務監督局属兼大蔵属。
1914年（大正3年）法制局に移り、法制局参事官、第一部長を歴任。この間、大学で法学、憲法学を講じ、『帝国憲法要説』等を著わした。1934年（昭和9年）岡田啓介内閣の法制局長官に就任するが、在任中に法制局長官就任以前の著作『帝国憲法要説』が天皇機関説的であるという理由で右翼勢力から攻撃を受け、1936年（昭和11年）辞任に追い込まれた。

### 憲法担当大臣
戦後、1946年（昭和21年）2月5日、貴族院勅選議員に任じられ、同成会に所属し1947年（昭和22年）5月2日の貴族院廃止まで在任。同年6月19日、吉田茂内閣の憲法担当国務大臣に就任。帝国議会における大日本帝国憲法の改正審議で、憲法に関する政府答弁を行った。特に有名な答弁としては国体についてのものがある。金森は国体を「天皇を憧れの中心として、心の繋がりを持って統合している国家」であると答弁した。これにより国体は変化していないということを強弁し国会を乗り切ることに成功した。
貴族院での憲法修正の最後の動議では、天皇を元首にしろという東大教授の提案に大きな声をあげて反対、動議は成立せず、象徴天皇制が確立した。
憲法第9条の「陸海空軍その他の戦力はこれを保持しない。」に関して、芦田均による芦田修正を、自衛のためには軍備が持てるという意味に解釈して、本会議では議論していないと憤慨した。しかし、国際連合に加盟した場合には、第9条を改正して平和維持義務を果たせるようにする必要があると考えていた。

### 国立国会図書館初代館長

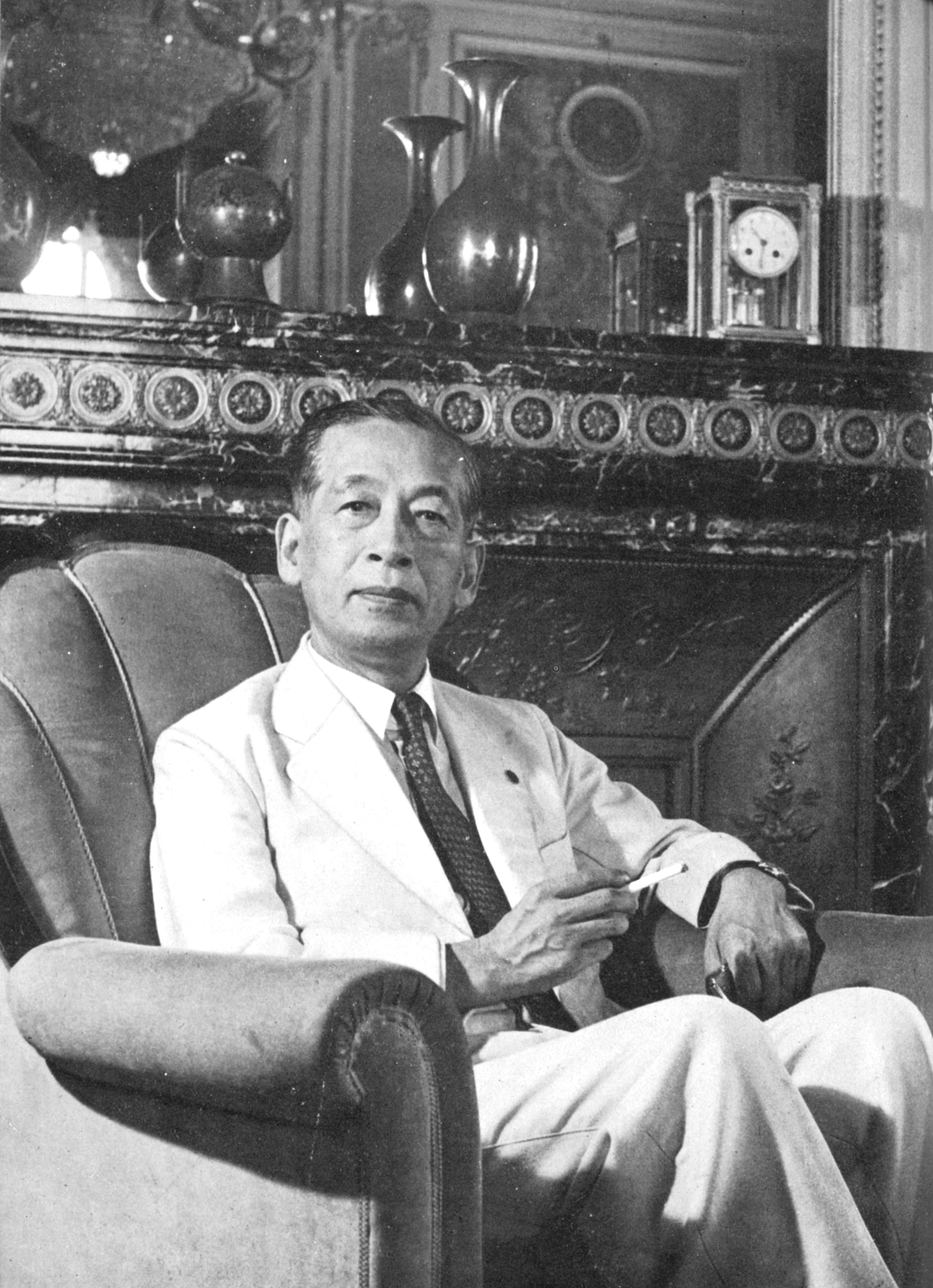
田村茂撮影。

1948年（昭和23年）国立国会図書館の新設に際し、初代の館長に任命される。金森は晩年の11年間この職に在り、その間、日本図書館協会会長等の職を務め、憲法や読書に関する多くの著書を残した。在任中に図書館の労働組合が金森の自宅へ押しかけたが、あまりにひどい家に住んでいたため、組合は要求を持ち出せずに引き上げたという。なお、国立国会図書館東京本館の図書目録ホールに掲げられている「真理がわれらを自由にする」の書は、金森の揮毫による。
1959年、国立国会図書館長を辞職した翌月に没した。

## 親族
エコノミストの金森久雄、地震学者の金森博雄は息子。娘・あやの夫は宇宙物理学者で東京大学名誉教授の中村純二。

## 栄典
- 1921年（大正10年）7月1日 - 第一回国勢調査記念章[10]

## 著作
- 『帝国憲法要綱』巌松堂書店、1921年11月。 NCID BN08911211。全国書誌番号:20094277。
- 『法学通論』日本大学、1922年4月。全国書誌番号:43020227。
- 『貴族院議員選挙手続』警察講習所学友会〈警察教養資料 第16編〉、1927年8月。 NCID BA40528704。全国書誌番号:46085341。
- 『日本憲法民主化の焦点』協同書房〈新政叢書 第1輯〉、1946年2月。 NCID BN11492922。全国書誌番号:60016217。
- 『国会論』文寿堂出版部、1947年3月。 NCID BN05023202。全国書誌番号:46008912 全国書誌番号:49009931 全国書誌番号:65009455。
- 『憲法随想』美和書房、1947年3月。 NCID BN05046988。全国書誌番号:46009570。
- 『新憲法に於ける基礎原則特に基本的人権』世界社、1948年。全国書誌番号:51009221。
- 『少年少女のための憲法のお話』世界社、1949年5月。全国書誌番号:45012676。
- 『憲法のはなし』高山書院〈青少年文化叢書〉、1949年2月。 NCID BA44335600。全国書誌番号:45019443。
- 『新憲法』三省堂出版〈社会科文庫 C1〉、1949年2月。 NCID BN11671863。全国書誌番号:45019659。
- 『混沌堂雑記』万里閣、1951年5月。 NCID BN12725276。全国書誌番号:51002752。
- 『書物と人間』慶友社、1951年9月。 NCID BN06340404。全国書誌番号:51007021。
- 『書物の眼』慶友社、1953年4月。 NCID BN14272004。全国書誌番号:53002836。
- 『修徳雑話 芽は萠え出でる』警察新報社、1953年。全国書誌番号:53011893。
- 『ひなた弁慶』聯合出版社、1953年12月。全国書誌番号:54005655。
- 『読書と人生』河出書房〈河出新書〉、1955年7月。 NCID BN05043560。全国書誌番号:52006868。
- 『公務員の倫理について』学陽書房、1956年4月。 NCID BN12678686。全国書誌番号:56007557。
- 『憲法遺言』学陽書房、1959年11月。 NCID BN06407662。全国書誌番号:60000274。
  - 『憲法遺言』（復刊）学陽書房、1973年10月。 NCID BN01723370。全国書誌番号:72004775。
- 『人を愛し国を愛する心』学陽書房〈自衛隊教養文庫〉、1960年。全国書誌番号:62000257。
- 『春風接人 金森徳次郎遺稿』金森佐喜 編、天地出版社、1960年6月。 NCID BA55903192。全国書誌番号:64003923。
- 『憲法うらおもて』学陽書房、1962年6月。 NCID BA85851677。全国書誌番号:63002750。
- 『憲法を愛していますか 金森徳次郎憲法論集』鈴木正編・解説、農山漁村文化協会〈人間選書 202〉、1997年4月。ISBN 9784540970283。 NCID BA30816032。全国書誌番号:99081827。

### 共編
- 金森徳次郎・和歌森太郎共 編『中学社会科法典』大和文庫、1959年2月。 NCID BA49979713。
- 金森徳次郎・山浦貫一共 編『日本政治百年史』時事新報社、1953年9月。 NCID BN11799040。全国書誌番号:54008166。
- 金森徳次郎・山浦貫一共 編『写真記録 日本政治史』日本図書センター、2007年3月。ISBN 9784284500203。 NCID BA81384795。全国書誌番号:21218451。

### 著作集
- 高見勝利 編『金森徳次郎著作集』 1巻、慈学社出版、2013年12月。ISBN 9784903425818。 NCID BB14316284。全国書誌番号:22354111。
  - 収録：憲法遺言, 憲法随想, 憲法うらおもて, 私の履歴書
- 高見勝利 編『金森徳次郎著作集』 2巻、慈学社出版、2014年4月。ISBN 9784903425856。 NCID BB15429774。全国書誌番号:22411877。
  - 収録：日本憲法民主化の焦点, 新憲法大観, 新憲法の精神, 国会論, 公務員の倫理について, 混沌堂雑記
- 高見勝利 編『金森徳次郎著作集』 3巻、慈学社出版、2014年10月。ISBN 9784903425863。 NCID BB16809191。全国書誌番号:22540964。
  - 収録：新憲法の精神, 憲法制定議会の前後, 憲法改正と国民投票, 憲法の前文, 書物と人間, 書物の眼, ひなた弁慶
- 『制定の立場で省みる日本国憲法入門 第2集』書肆心水、2013年11月。ISBN 9784906917211。 NCID BB14263097。全国書誌番号:22350069。
  - 収録：憲法制定議会の前後, 憲法遺言